# Молдагулова, Алия Нурмухамбетовна

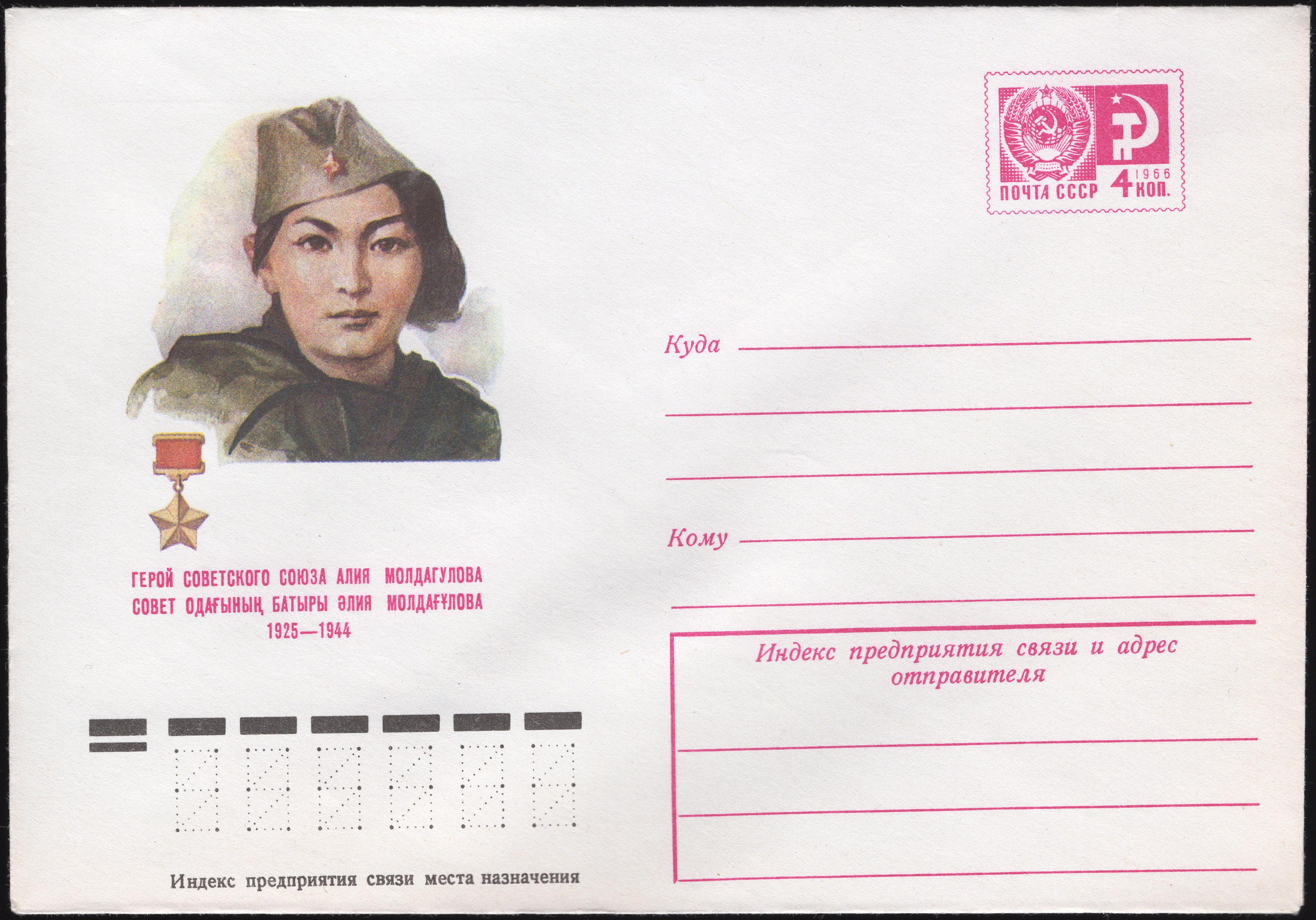
Алия Молдагулова на художественном маркированном конверте СССР, 1975 год

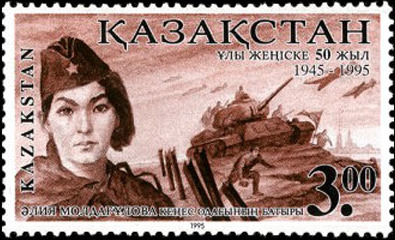
Почтовая марка Казахстана из серии, посвящённой 50-летию Победы, Алия Молдагулова, 1995, 3 тенге (Михель 89)

Алия́ Нурмухамбе́товна Молдагу́лова (каз. Әлия Нұрмұхамбетқызы Молдағұлова, также известна как Ли́я Курумгамб Молдагу́лова; 25 октября 1925 года — 14 января 1944 года) — советская девушка-снайпер, в годы Великой Отечественной войны служила в 54-й отдельной стрелковой бригаде 22-й армии 2-го Прибалтийского фронта, ефрейтор. Герой Советского Союза (1944, посмертно).
Уничтожила 78 солдат и офицеров противника.

## Биография

### Детство
Родилась 25 октября 1925 года в ауле Булак (ныне — в Хобдинском районе Актюбинской области, Казахстан). Казашка. Ещё ребёнком осталась без родителей. Отец, Нурмухамет Саркулов, жил отдельно и, возможно, подвергался преследованиям со стороны властей как потомок бая.
Мать Алии, Маржан Молдагулову застрелил сторож за «воровство» картошки во время голода в 1933 году.
Молдагулова недолго проучилась в 11 школе города Аулие-Ата. Была отдана на воспитание к бабушке, в семью дяди по материнской линии Аубакира Молдагулова. С восьми лет жила в его семье в Алма-Ате. Уже в детстве она отличалась целеустремленным и твёрдым характером.
В 1935 году дядя Молдагуловой поступил в Военно-транспортную академию. Вся семья Молдагуловых переехала в Москву, взяв с собой Алию. Через несколько лет они переехали в Ленинград, поскольку туда была переведена Академия. Осенью 1939 года дядя устроил 14-летнюю Алию учиться в школу-интернат № 46.

### Участие в Великой Отечественной войне
В июне 1941 года, с началом Великой Отечественной войны, семью дяди эвакуировали. Однако Молдагулова предпочла остаться в Ленинграде.
8 сентября 1941 года началась блокада Ленинграда. В марте 1942 года вместе с детским домом Молдагулова выехала из осаждённого Ленинграда в село Вятское Ярославской области. 1 октября 1942 года, по окончании 7-го класса Вятской средней школы, она поступила в Рыбинский авиационный техникум. Ей очень хотелось воевать в воздухе, но она попала в учебную группу по специальности «холодная обработка металла». Через три месяца Алия Молдагулова подала заявление в РККА с просьбой отправить её на фронт. 21 декабря 1942 года она была отчислена из техникума «в связи с уходом на фронт».
20 марта 1942 года приказом НКО СССР была создана школа инструкторов-снайперов при Главном Управлении Всевобуча (ГУВВО), которая 27 ноября 1942 года новым приказом НКО СССР была реорганизована в Центральную школу инструкторов снайперской подготовки (ЦШИСП). Молдагулова попала в первый набор этой школы, которая размещалась в подмосковном посёлке Вешняки, на территории, где ныне расположен Московский гуманитарный университет (улица Юности, д. 5). В этом здании проходили занятия, а казармы, где жили курсантки, были устроены на территории бывшей усадьбы графов Шереметевых в Кусково.
Из воспоминаний Н. А. Матвеевой, в то время учащейся снайперской школы: «17 декабря 1942 года я впервые встретилась с Алиёй в горисполкоме города Рыбинска. В то время она выглядела совсем ещё юной девчонкой-подростком, ей было 17 лет. Но Алия настойчиво добивалась, чтобы пойти добровольцем на фронт… По прибытии в школу прошли медицинскую комиссию. Меня с Лией (я её так звала) по росту зачислили в четвёртую роту — самых низкорослых. Разместили в оранжерее с трёхъярусными нарами. Спали мы с Лией рядом. Было холодно, негде было просушить одежду, солдатские портянки, обувь. Затем нашу четвёртую роту перевели в капитальный барак, условия стали лучше. После этого началась учёба в снайперской школе. Учились метко стрелять, ползать по-пластунски, быть незаметными для врага. В учёбе Алия проявляла настойчивость, упорство в овладении снайперским делом». В снайперской школе Молдагулова была награждена именной винтовкой с надписью «От ЦК ВЛКСМ за отличную стрельбу».
23 февраля 1943 года курсантки группы, в которой была Молдагулова, приняли военную присягу, а в июле 1943 года Молдагулова вместе с однокурсницами была направлена снайпером в 54-ю стрелковую бригаду (22-я армия). По воспоминаниям одной из её однополчанок Я. К. Прокопенковой: «В августе 1943 года к нам в бригаду прибыла снайпер Алия Молдагулова. Хрупкая и очень симпатичная девочка из Казахстана. Ей было всего 18 лет, но к октябрю месяцу на счету снайпера было 32 убитых фашиста». По воспоминаниям Н. А. Матвеевой: «Ей здесь пришлось пролить немало слёз, прежде чем попасть на передовую линию. Причиной тому были опять-таки её возраст и рост. Нас с Лией определили в один взвод четвёртого батальона. Мы, снайперы, ходили на задания в паре, у нас были заранее приготовленные позиции. Там засиживались до тех пор, пока не брали на мушку фрицев и не пускали их в расход. Тогда на нас обрушивались вражеские снаряды и мины! Лия в такие минуты проявляла исключительное бесстрашие. Она не только била фашистов. Она выносила с поля боя раненых и оказывала им первую помощь».
В одном из боевых эпизодов пятеро немецких солдат, заметив девушек-снайперов, идущих в их сторону по нейтральной полосе, устроили засаду. Однако первой успела выстрелить Молдагулова; ещё двух солдат противника сразили снайперы Зина и Надя, а двух врагов, оставшихся в живых, девушки захватили и привели на командный пункт.
В ходе Ленинградско-Новгородской операции в начале января 1944 года 54-я стрелковая бригада маршем выдвинулась вдоль фронта к городу Новосокольники (Псковская область), где прорвав оборону противника, вышла вперёд севернее города. По воспоминаниям Г. В. Варшавского, политрука 4-го батальона, где служила снайпер Алия Молдагулова, части бригады вышли к железной дороге у станции Насва, где были встречены сильным огнём противника. Заняв ночью исходные рубежи, красноармейцы атаковали на рассвете 14 января 1944 года. Батальону, действия которого прикрывали снайперы, была поставлена задача перерезать железную дорогу Новосокольники — Дно в районе станции Насва и захватить деревню Казачиха. Несмотря на то, что первая линия обороны уже была успешно прорвана, атака захлебнулась из-за сильного ответного огня противника. В этот критический момент Алия Молдагулова встала во весь рост и крикнула: «Братья, солдаты, за мной!».  В тот день Молдагулова трижды участвовала в отражении контратак противника
Во время одной из атак Алия Молдагулова, будучи раненной в руку осколком мины, тем не менее участвовала в рукопашном бою, который завязался в немецкой траншее. В ходе боя Молдагулова была вторично ранена немецким офицером. Она успела его уничтожить, но её рана оказалась смертельной. За день до операции Молдагулова успела написать письмо сестре Сапуре. Похоронена она была, как тогда сообщалось, в братской могиле в деревне Монаково Новосокольнического района.

## Награды и звания
4 июня 1944 года Алие Нурмухамбетовне Молдагуловой было посмертно присвоено звание Героя Советского Союза. При этом она была награждена и орденом Ленина.

## Память

Актюбинский областной мемориальный музей А. Молдагуловой (Актобе,Казахстан).

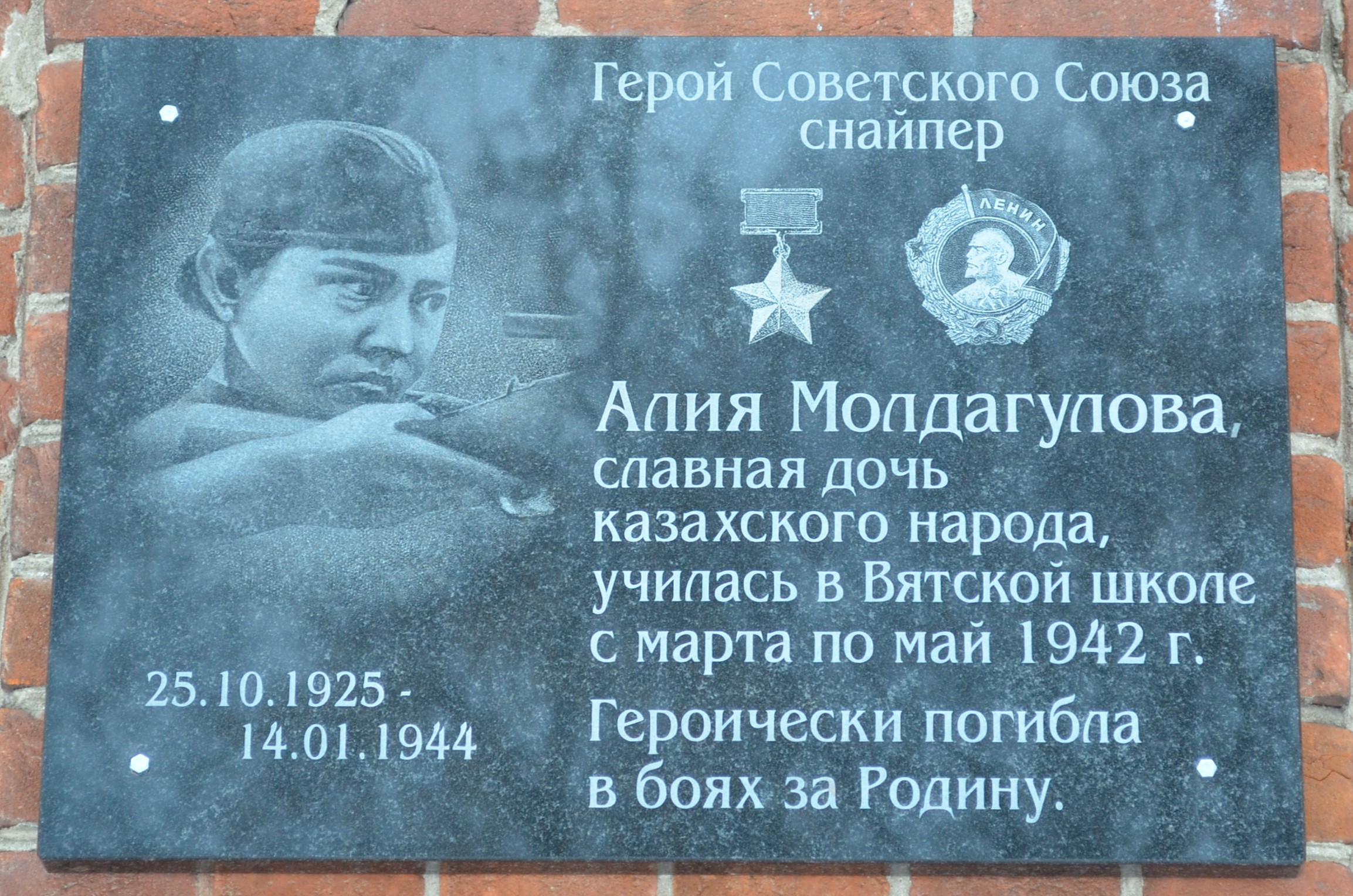
Мемориальная доска на здании школы в селе Вятском Ярославской области

- В честь Алии Молдагуловой назван аул Алия (до 2005 года — Алпайсай) в Хобдинском районе Актюбинской области Казахстана.
- Именем Алии Молдагуловой названы улицы в Москве, Санкт-Петербурге, Астане, Караганде и Актобе (Казахстан), несколько школ, а также корабль Министерства морского флота СССР[7][12].
- В городах Москве, Санкт-Петербурге[13] и Новосокольники (Россия), а также в Казахстане — Алма-Ате, Астане, Актобе, Шымкенте и на родине Алии Молдагуловой ей установлены памятники[7].
- На месте её гибели в городе Новосокольники (Псковская область) построен мемориальный комплекс[14].
- Имя Молдагуловой высечено на стеле в честь артековцев-героев в международном детском лагере «Артек», где она находилась в 1940 году[15][16].
- Имя Алии Молдагуловой присвоено международному аэропорту города Актобе[17]
- В Актобе создан Актюбинский областной мемориальный музей А. Молдагуловой[7].
- Алие Молдагуловой посвящены балет «Алия» (1978, Казахский театр оперы и балета), несколько стихов и поэм, много песен. После её гибели в 1944 году в газетах были опубликованы стихи поэта Якова Хелемского, посвящённые подвигу Молдагуловой[1]. Роза Рымбаева исполнила песню «Алия», посвящённую Алие Молдагуловой (музыка С. Байтерекова, слова Б. Тажибаева[каз.])[18] — один из немногих случаев в истории советской эстрады, когда песня стала популярной, не имея русского текста. За исполнение песни Роза Рымбаева получила Гран-при на фестивале «Золотой Орфей» в 1977 году; песня стала также лауреатом телефестиваля «Песня-77».
- О подвиге Алии Молдагуловой сняты документальный фильм «Алия» (1970, режиссёр Юрий Пискунов) и художественный фильм «Снайперы» (1985, режиссёр Болотбек Шамшиев).
- Мемориальная доска в Рыбинске. Её имя высечено также на стеле «Рыбинцы — Герои Советского Союза» на Волжской набережной.
- Мемориальная доска на здании средней школы в селе Вятском[19].
- Музей расположенный в государственном бюджетном общеобразовательном учреждение города Москвы «Школа № 1512 имени Героя Советского Союза Алии Молдагуловой».

Памятники
В Алма-Ате: Алие и Маншук
В Актобе
В Москве на улице её имени
В Новосокольниках
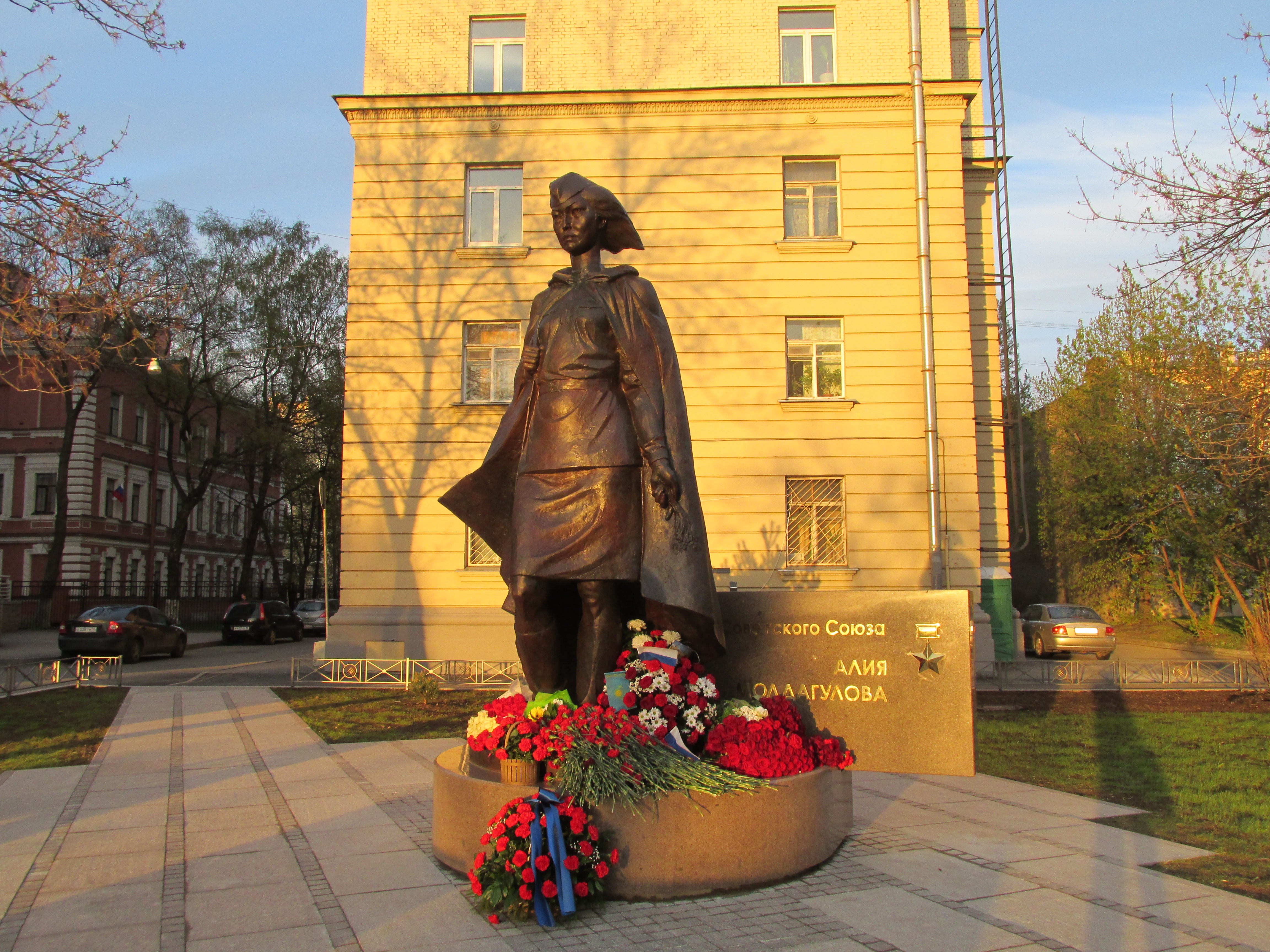
В Санкт-Петербурге на улице её имени

## Поиски в 2013 году

Могильная плита на месте предполагавшегося захоронения Алии Молдагуловой

В 2013 году псковские краеведы заявили, что могила, считавшаяся местом захоронения девушки-снайпера, пуста, а по их версии, останки Алии Молдагуловой покоятся в братской могиле в псковских лесах. В марте 2013 года, при вскрытии могилы Алии Молдагуловой, подтвердилось, что останков девушки там нет. Были сформированы поисковые отряды для проведения раскопок в Новосокольническом районе, в трёхстах метрах от деревни Пичёвка, где, предположительно, она была похоронена в январе 1944 года. В ходе этих работ было обнаружено и перезахоронено около 173 останков советских солдат и, среди них, останки трёх женщин. Останки одной из них были переданы двоюродному брату Алии Молдагуловой для проведения генетической экспертизы, и, по заявлению казахстанских генетиков, найденные в Псковской области останки Алие Молдагуловой не принадлежат.

## Документы
- Поименный список захороненных. Лист 60. Информация о захоронении: Новосокольнический р-н, юго-западная окраина д. Монаково. 1952 год в электронном банке документов ОБД «Мемориал»